# 7e brigade d'aviation tactique
La 7e brigade d'aviation tactique  est une unité de la Force aérienne ukrainienne.

## Équipement
- Soukhoï Su-24M et MR
- L-39M1

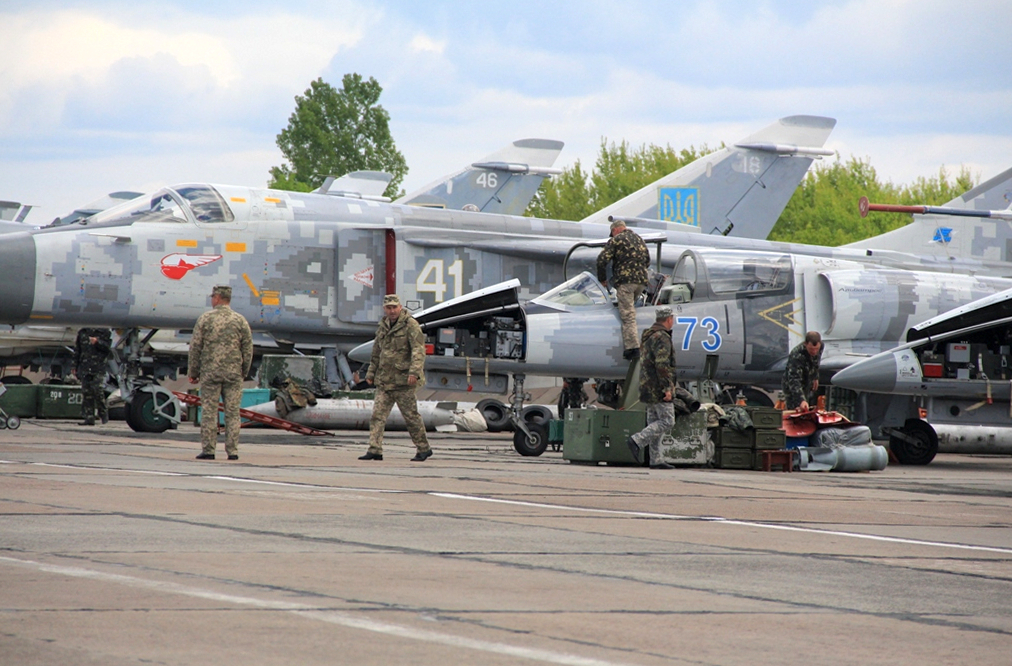
La 7e
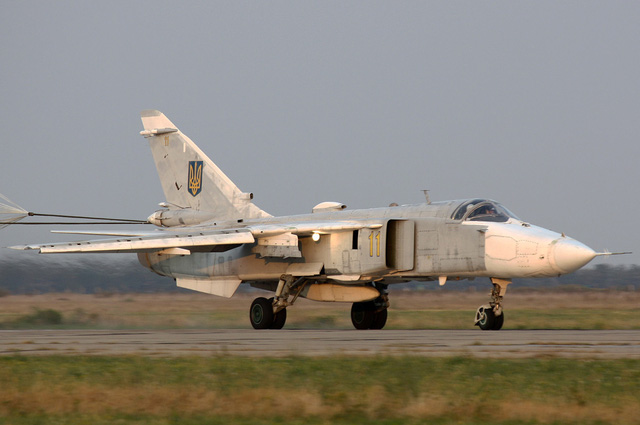
un Su-24MR

## Historique
Il reprend le 7e régiment de bombardement soviétique qui a été formé en 1951.
L'unité est engagée lors de l'invasion de l'Ukraine par la Russie en 2022 et a été décorée de Pour le Courage et la Bravoure.